# 先天性攣縮細長指
先天性攣縮細長指是一種遺傳病，症狀包括多發性關節的先天攣縮、細長的手指與腳趾、脊柱側彎或後凸、骨質減少、胸部及臉部變形、肌肉發育不良等。
其發生率為1/2，但只會在父母雙方其中一人為此症患者才有可能。
遺傳方面，其遺傳方式為體染色體顯性遺傳疾病，致病基因為位於第五對染色體上的FBN2基因。